# Johannes Riemann
Johannes Riemann, nato Eugen Johannes Riemann (Berlino, 31 maggio 1887 – Costanza, 30 settembre 1959), è stato un attore, regista e sceneggiatore tedesco che lavorò nel cinema dal 1916, interpretando più di un centinaio di film.

## Filmografia

### Attore
- Gelöste Ketten, regia di Rudolf Biebrach (1916)
- Ahasver, 1. Teil, regia di Robert Reinert (1917)
- Ahasver, 2. Teil, regia di Robert Reinert (1917)
- Ahasver, 3. Teil - Das Gespenst der Vergangenheit, regia di Robert Reinert (1917)
- Die Faust des Riesen, regia di Rudolf Biebrach (1917)
- Der Fall Dombronowska...!, regia di William Kahn (1917)
- Lebendig tot, regia di Alwin Neuß (1918)
- Pique Dame, regia di Arthur Wellin (1918)
- Inge, regia di Otto Rippert (1918)
- Fünf Minuten zu spät, regia di Uwe Jens Kraft (1918)
- Ihr großes Geheimnis, regia di Leopold Bauer e Joe May (1918)
- Die Bettelgräfin, regia di Joe May e Bruno Ziener (1918)
- Und hätte der Liebe nicht, regia di Gertrud Scholz (1918)
- Die verwunschene Prinzessin, regia di Erik Lund (1919)
- Veritas vincit, regia di Joe May (1919)
- Die Rache des Titanen, regia di Fern Andra e Georg Bluen (1919)
- Fuoco fatuo (Irrlicht), regia di Erik Lund (1919)
- Der Glücksschmid, regia di Ludwig Czerny (1919)
- Stürme - Ein Mädchenschicksal, regia di Erik Lund (1919)
- Kitsch, regia di Lupu Pick (1919)
- Das Gebot der Liebe, regia di Erik Lund (1919)
- Schloß Einöd (Il castello dei draghi), regia di Erik Lund (1920)
- Kri-Kri, die Herzogin von Tarabac, regia di Friedrich Zelnik (1920)
- Sieger Tod, regia di Nils Olaf Chrisander (1920)
- Die Sippschaft, regia di Carl Wilhelm (1920)
- Die sieben Todsünden, regia di Heinrich Peer e Frederic Zelnik (1920)
- Der Mann mit den drei Frauen, regia di Fred Sauer (1920)
- Der Tod im Nacken, regia di Fred Sauer (1920)
- Anna Karenina, regia di Friedrich Zelnik (Frederic Zelnik) (1920)
- Tötet nicht mehr, regia di Lupu Pick (1920)
- Niemand weiß es, regia di Lupu Pick (1920)
- Die Kronjuwelen des Herzogs von Rochester, regia di Paul Legband (1920)
- Fasching, regia di Frederic Zelnik (1921)
- Le tre zie (Die drei Tanten), regia di Rudolf Biebrach (1921)
- Die Geliebte des Grafen Varenne, regia di Friedrich Zelnik (1921)
- Colpa non perdonata o Frutto proibito (Die verbotene Frucht), regia di Rudolf Biebrach (1921)
- Trix, der Roman einer Millionärin, regia di Frederic Zelnik (1921)
- Sappho, regia di Dimitri Buchowetzki (1921)
- Der ewige Kampf, regia di Paul L. Stein (1921)
- Die im Schatten gehen, regia di Heinz Schall (1921)
- Die Frau mit den zehn Masken, 1. Begebenheit - Das Grab ohne Toten! (1922)
- Die Frau mit den zehn Masken, 2. Begebenheit - Der Schatten des Gehenkten, regia di Siegfried Dessauer (1922)
- Der Todesreigen, regia di William Karfiol (1922)
- Wem nie durch Liebe Leid geschah!, regia di Heinz Schall (1922)
- Opfer der Leidenschaft, regia di Paul Czinner (1922)
- Der Liebesroman des Cesare Ubaldi, regia di Heinz Schall (1922)
- Das hohe Lied der Liebe, regia di Heinz Schall (1922)
- Die Geliebte des Königs, regia di Frederic Zelnik (1922)[1]
- Die Männer der Sybill, regia di Frederic Zelnik (1923)
- Der Schatz der Gesine Jakobsen, regia di Rudolf Walther-Fein (1923)
- Wilhelm Tell, regia di Rudolf Dworsky e Rudolf Walther-Fein (1923)
- Graf Cohn, regia di Carl Boese (1923)
- Die Sonne von St. Moritz, regia di Hubert Moest e Friedrich Weissenberg (1923)
- Der Herzog von Aleria, regia di Heinz Schall (1923)
- Die Stadt ohne Juden, regia di H.K. Breslauer (1924)
- Prater, regia di Peter Paul Felner (1924)
- Gehetzte Menschen, regia di Erich Schönfelder (1924)
- Das goldene Kalb, regia di Peter Paul Felner (1925)
- Lumpen und Seide, regia di Richard Oswald (1925)
- Elegantes Pack, regia di Jaap Speyer (1925)
- Die Moral der Gasse, regia di Jaap Speyer (1925)
- Der Liebeskäfig, regia di Erich Schönfelder e Richard Eichberg (1925)
- Heiratsannoncen, regia di Fritz Kaufmann (1926)
- Die Wiskottens, regia di Arthur Bergen (1926)
- Der Jüngling aus der Konfektion, regia di Richard Löwenbein (1926)
- In der Heimat, da gibt's ein Wiedersehn!, regia di Leo Mittler e Reinhold Schünzel (1926)
- Das Panzergewölbe, regia di Lupu Pick (1926)
- Valencia, regia di Jaap Speyer (1927)
- Bigamie, regia di Jaap Speyer (1927)
- Die Tochter des Kunstreiters, regia di Siegfried Philippi (1927)
- Fräulein Chauffeur, regia di Jaap Speyer (1928)
- Tu non mentirai! (Die Frau auf der Folter), regia di Robert Wiene (1928)
- Heute nacht - eventuell, regia di E.W. Emo (1930)
- Liebe auf Befehl, regia di Ernst L. Frank e Johannes Riemann (1931)
- Der falsche Ehemann, regia di Johannes Guter (1931)
- Mein Herz sehnt sich nach Liebe, regia di Eugen Thiele (1931)
- So'n Windhund, regia di Carl Heinz Wolff (1931)
- Sein Scheidungsgrund, regia di Alfred Zeisler (1931)
- Die Liebesfiliale, regia di Carl Heinz Wolff (1931)
- I cadetti di Smolenko (Kadetten), regia di George Jacoby (1931)
- Fräulein - Falsch verbunden, regia di E.W. Emo (1932)
- Hasenklein kann nichts dafür, regia di Max Neufeld (1932)
- Das Millionentestament, regia di Erich Engels (1932)
- Liebe auf den ersten Ton, regia di Carl Froelich (1932)
- Tokajerglut, regia di Viktor Gertler (1933)
- Die Herren vom Maxim, regia di Carl Boese (1933)
- Moral und Liebe, regia di Georg Jacoby (1933)
- Vecchia Russia (Großfürstin Alexandra), regia di Wilhelm Thiele (1933)
- Maid Happy, regia di Mansfield Markham (1933)
- Der Polizeibericht meldet, regia di Georg Jacoby (1934)
- Der Mann mit der Pranke, regia di Rudolf van der Noss (1935)
- Die un-erhörte Frau, regia di Nunzio Malasomma (1936)
- Yvette, regia di Wolfgang Liebeneiner (1938)
- Preferisco mia moglie (Der Tag nach der Scheidung), regia di Paul Verhoeven (1938)
- Guerra di donne (Lauter Lügen), regia di Heinz Rühmann (1938)
- Drunter und drüber, regia di Hubert Marischka (1939)
- Bel Ami l'idolo delle donne (Bel Ami), regia di Willi Forst (1939)
- Sposiamoci ancora... (Ehe in Dosen), regia di Johannes Meyer (1939)
- Renate im Quartett, regia di Paul Verhoeven (1939)
- Hochzeitsreise zu dritt, regia di Hubert Marischka (1939)
- Quando comincia l'amore (Ihr erstes Erlebnis), regia di Josef von Báky (1939)
- Die gute Sieben, regia di Wolfgang Liebeneiner (1940)
- Senza gloria (Friedemann Bach), regia di Traugott Müller e Gustaf Gründgens (1941)
- Oh, diese Männer, regia di Hubert Marischka (1941)
- Musica per Gloria (Alles für Gloria), regia di Carl Boese (1941)
- Ragazzi fortunati (Sonntagskinder), regia di Jürgen von Alten (1941)
- Kleine Residenz, regia di Hans H. Zerlett (1942)
- Tre ragazze viennesi (Drei tolle Mädels), regia di Giuseppe Fatigati e Hubert Marischka (1942)
- Liebeskomödie, regia di Theo Lingen (1943)
- Geliebter Schatz, regia di Paul Martin (1943)
- Ein Mann für meine Frau, regia di Hubert Marischka (1943)
- L'avventura di Butterfly (Das Lied der Nachtigall), regia di Theo Lingen (1944)
- Was die Schwalbe sang, regia di Géza von Bolváry (1956)
- Der schräge Otto regia di Géza von Cziffra (1957)
- Jede Nacht in einem anderen Bett, regia di Paul Verhoeven (1957)
- Due bavaresi nell'harem (Zwei Bayern im Harem), regia di Joe Stöckel (1957)

### Regista
- Liebe auf Befehl, co-regia di Ernst L. Frank (1931)
- Ich heirate meine Frau (1934)
- Ich sehne mich nach dir (1934)
- Eva (1935)
- Grande e piccolo mondo (Die große und die kleine Welt) (1936)
- Ave Maria (1936)
- Kinderarzt Dr. Engel (1936)
- Gauner im Frack (1937)
- Einmal werd' ich Dir gefallen (1938)